# Thapsia
Thapsia é um género de gastrópode  da família Helicarionidae.
Este género contém as seguintes espécies:
- Thapsia buchholzi Bourguignat, 1885
- Thapsia buraensis Verdcourt
- Thapsia ebimimbangana Winter, 2008
- Thapsia grandis Verdcourt
- Thapsia microsculpta Verdcourt
- Thapsia rosenbergi Preston, 1909
- Thapsia snelli Connolly, 1925
- Thapsia troglodytes (Morelet, 1848)
- Thapsia usambarensis Verdcourt
- Thapsia wieringai Winter, 2008